# ریکاردو آلوز پریرا
ریکاردو آلوز پریرا (به پرتغالی: Ricardo Alves Pereira) مهاجم اهل برزیل است که در شهر Sinop و در تاریخ ۸ اوت ۱۹۸۸ به دنیا آمده‌است.
ریکاردو آلوز پریرا در تیم‌های فوتبال Atlético Paranaense سابقهٔ حضور دارد.